# Overdubbing
Overdubbing – dogranie części wokalnej lub instrumentalnej do wcześniej już nagranego materiału. Ma to na celu uzyskanie pożądanego efektu o charakterze artystycznym. Ważnym czynnikiem w overdubbingu jest mikser i reżyser dźwięku łączący materiał w całość.